# Huillé
Huillé is een plaats en voormalige gemeente in het Franse departement Maine-et-Loire (in de regio Pays de la Loire en telt 406 inwoners (1999). De plaats maakt deel uit van het arrondissement Angers.

## Geschiedenis
Huillé is op 1 januari 2019 gefuseerd met de gemeente Lézigné tot de gemeente Huillé-Lézigné. 

## Geografie
De oppervlakte van Huillé bedraagt 12,4 km², de bevolkingsdichtheid is 32,7 inwoners per km².
De onderstaande kaart toont de ligging van Huillé met de belangrijkste infrastructuur en aangrenzende gemeenten.

## Demografie
Onderstaande figuur toont het verloop van het inwonertal.